# Triniochloa
Triniochloa,  es un género de plantas herbáceas de la familia de las gramíneas o poáceas. Es originario de México a Ecuador y Perú.

## Descripción
Son plantas perennes cespitosas. Hojas principalmente caulinares; vainas con los márgenes unidos; lígula una membrana; láminas lineares, aplanadas. Inflorescencia una panícula terminal. Espiguillas comprimidas dorsalmente, con 1 flósculo bisexual; desarticulación arriba de las glumas; glumas generalmente más cortas que el flósculo o a veces tan largas como él, membranáceas, 1-nervias, iguales, acuminadas; lema subcoriácea, subcilíndrica, 7-9-nervia, 2-dentada, aristada; callo oblicuo, barbado; arista geniculada, torcida por debajo del primer ángulo, insertada por detrás de la lema; palea sulcada, 2-lobada, casi tan larga como la lema; raquilla no extendida; lodículas unidas; estambres 3; ovario glabro; estilos 2. El fruto una cariopsis fusiforme, pardo oscuro; hilo linear.

## Taxonomía
El género fue descrito por Albert Spear Hitchcock y publicado en Contributions from the United States National Herbarium 17: 303. 1913.

## Especies
- Triniochloa andina Luces
- Triniochloa gracilis Gómez-Sánchez & Gonz.-Led.
- Triniochloa laxa Hitchc.
- Triniochloa micrantha (Scribn.) Hitchc.
- Triniochloa stipoides (Kunth) Hitchc.
- Triniochloa talpensis Gonz.-Led. & Gómez-Sánchez